# Circé (Q125)
| «Сірсе» (Q125)                                                                  | «Сірсе» (Q125) | «Сірсе» (Q125) |
| ------------------------------------------------------------------------------- | --- | --- |
| Circé (Q125)                                                                    | | |
|                                                                                 | | |
| Французький однотипний з «Сірсе» підводний човен «Доріс»                        | | |
| Верф                                                                            | Chantiers Schneider et Cie, Шалон-сюр-Сон | Chantiers Schneider et Cie, Шалон-сюр-Сон |
| Під прапором                                                                    | Франція | Франція |
| Належність                                                                      | Військово-морські сили Франції | Військово-морські сили Франції |
| Порт приписки                                                                   | Тулон | Тулон |
| Замовлення                                                                      | лютий 1923 | лютий 1923 |
| Закладений                                                                      | 15 січня 1924 | 15 січня 1924 |
| Спуск на воду                                                                   | 29 жовтня 1925 | 29 жовтня 1925 |
| Введений до складу флоту                                                        | 29 січня 1927 | 29 січня 1927 |
| На службі                                                                       | 1927—1945 | 1927—1945 |
| Загибель                                                                        | 6 травня 1943 року затоплено екіпажем у Бизерті через загрозу захоплення британцями; згодом піднятий союзниками і повернутий Франції. 12 серпня 1947 року виключений зі складу флоту та проданий на брухт | 6 травня 1943 року затоплено екіпажем у Бизерті через загрозу захоплення британцями; згодом піднятий союзниками і повернутий Франції. 12 серпня 1947 року виключений зі складу флоту та проданий на брухт |
| Сучасний статус                                                                 | розібраний на брухт | розібраний на брухт |
| Бойовий досвід                                                                  | Друга світова війна | Друга світова війна |
| Проєкт                                                                          | | |
| Тип ПЧ                                                                          | прибережний дизель-електричний підводний човен | прибережний дизель-електричний підводний човен |
| Основні характеристики                                                          | | |
| Швидкість (надводна)                                                            | 14 вузлів (26 км/год) | 14 вузлів (26 км/год) |
| Швидкість (підводна)                                                            | 7,5 вузлів (13,9 км/год) | 7,5 вузлів (13,9 км/год) |
| Гранична глибина занурення                                                      | 80 м | 80 м |
| Дальність плавання                                                              | 2000 миль (3600 км) на швидкості 10 вузлів (надводна) 85 миль (157 км) на швидкості 5 вузлів (підводна)                                                                                                   | 2000 миль (3600 км) на швидкості 10 вузлів (надводна) 85 миль (157 км) на швидкості 5 вузлів (підводна)                                                                                                   |
| Екіпаж                                                                          | 45 офіцерів та матросів | 45 офіцерів та матросів |
| Розміри                                                                         | | |
| Довжина найбільша (по КВЛ)                                                      | 62,48 м | 62,48 м |
| Ширина корпусу найб.                                                            | 6,2 м | 6,2 м |
| Середня осадка (по КВЛ)                                                         | 3,99 м | 3,99 м |
| Водотоннажність надводна                                                        | 615 тонн | 615 тонн |
| Силова установка                                                                | | |
| Дизель-електрична: 2 × дизельних двигуни Schneider de 625 ch 2 × електродвигуни | | |
| Гвинти                                                                          | 2 | 2 |
| Потужність                                                                      | 1200 к.с. (дизель) 1000 к. с. (електродвигун) | 1200 к.с. (дизель) 1000 к. с. (електродвигун) |
| Озброєння                                                                       | | |
| Артилерія                                                                       | 1 × 75-мм гармата modèle 1897 | 1 × 75-мм гармата modèle 1897 |
| Торпедно- мінне озброєння                                                       | 7 × 550-мм торпедних апаратів 13 торпед | 7 × 550-мм торпедних апаратів 13 торпед |
| ППО                                                                             | 2 × 13,2-мм великокаліберні кулемети M1929 | 2 × 13,2-мм великокаліберні кулемети M1929 |

«Сірсе» (Q125) (фр. Circé (Q125) — військовий корабель, прибережний підводний човен типу «Сірсе» 600 серії військово-морських сил Франції часів Другої світової війни.
Підводний човен «Сірсе» був закладений 15 січня 1924 року на корабельні компанії Chantiers Schneider et Cie у Шалон-сюр-Сон. 29 жовтня 1925 року він був спущений на воду, а 29 січня 1927 року увійшов до складу ВМС Франції.

## Історія служби
«Сірсе» на початок Другої світової війни вже вважався застарілим. Корабель цього типу був розроблений незабаром після Першої світової війни, 1925 року, і після введення до строю у 1927 році тривалий час перебував в експлуатації.
На момент вступу Франції у Другу світову війну човен перебував у складі французького Середземноморського флоту в 13-му дивізіоні 5-ї ескадри 1-ї флотилії підводних човнів, дислокованої в Тулоні. 28 березня 1940 року «Сірсе» (з однотипними човнами «Каліпсо», «Тетіс» і «Доріс») вийшов з Орана з конвоєм 17-R, перетнувши Гібралтарську протоку й прибувши до Бреста.
8 травня 1940 року «Сірсе» разом з п'ятьма британськими та семи французькими підводними човнами вийшов на патрулювання у Північне море, північніше Фризьких островів, біля узбережжя Нідерландів, для забезпечення прикриття східного входу до Ла-Маншу, в очікуванні можливого вторгнення Німеччини в Англію.
25 травня човен приєднався до невеликого конвою, що складався з «Сірсе», «Каліпсо», «Тетіс» та плавучої бази підводних човнів «Жюль Верн», що плив від Росайта до Данді, до якого кораблі щасливо дісталися ввечері. 4 червня човен (разом з іншими французькими підводними човнами) вирушив у зворотний рейс до Франції. 
18 червня 1940 року внаслідок наближення військ вермахту до порту Брест «Сірсе» евакуювали до Касабланки (разом з підводними човнами «Касаб'янка», «Сфакс», «Понселе», «Персе», «Аякс», «Каліпсо», «Тетіс», «Медузе», «Сібил», «Амазон», «Антіоп», «Орфей» і «Амфітріт»).